# World Games 2001/Beachhandball
Bei den World Games 2001 wurden vom 23. bis 25. August 2001 je einem Wettbewerb pro Geschlecht im Beachhandball ausgetragen.

## Hintergründe
Beachhandball wurde vergleichsweise früh in das erweiterte Programm der World Games aufgenommen. Der Sport war erst gut zehn Jahre zuvor in Italien entstanden, eine erste kontinentale Meisterschaft gab es erstmals und bisher nur für Männer 1998, dann noch einmal 1999 in Pan-Amerika. Die Meisterschaft war zum Zeitpunkt der World Games schon wieder ausgesetzt und wurde erst 2004, dann aber endgültig und für beide Geschlechter, wiederbelebt. Europameisterschaften wurden 2000 das erste Mal durchgeführt.
Die Europameisterschaften waren für die europäischen Mannschaften der Leistungsnachweis, um eine Einladung für die World Games zu erhalten. Beachhandball war 2001 wie auch die beiden darauf folgenden Veranstaltungen noch kein offizieller Bestandteil der Multisportveranstaltung der nichtolympischen Sportarten, erst 2013 wurde die Handballdisziplin offizieller Bestandteil der Games. Das einzige Mal wurde das Turnier geplant mit nur sechs, später immer mit acht Mannschaften durchgeführt. Da die Weltmeisterschaften 2001 kurzfristig angesagt wurden, galt das World-Games-Turnier zu dieser Zeit als erste Beachhandball-Weltmeisterschaft. Die ersten Weltmeisterschaften fanden erst 2004 und damit erst ein Jahr vor den World Games 2005 statt, wo letztmals Beachhandball nur Demonstrationssport war.
Neben den Gastgebern aus Japan waren die späteren Rekordsieger aus Brasilien sowie als Vertreter Afrikas das bislang auf internationaler Ebene einzige Mal überhaupt antretende Togo die einzigen Länder, die sowohl bei den Frauen als auch bei den Männern an den Start gingen.
| Frauen Details | Akita, Japan | Ukraine | 2:1 | Deutschland | Brasilien | 2:0 | Japan |
| Männer Details | Akita, Japan | Belarus | 2:1 | Spanien     | Brasilien | 2:1 | Iran  |

## Platzierungen
| Nation              | Frauen | Männer |
| ------------------- | ------ | ------ |
| Brasilien           | 03     | 03     |
| Volksrepublik China | 05     | 0–     |
| Deutschland         | 02     | 0–     |
| Iran                | 0–     | 04     |
| Japan               | 04     | 05     |
| Spanien             | 0–     | 02     |
| Togo                | 06     | 06     |
| Ukraine             | 01     | 0–     |
| Belarus             | 0–     | 01     |
| Teilnehmerzahl      | 6      | 6      |

| Legende | Legende | Legende | Legende              |
| ------- | ------- | ------- | -------------------- |
| 1       | 2       | 3       | Podest-Platzierungen |
| 4       | 4       | 4       | vierter Halbfinalist |